# 亀原和太四郎
亀原 和太四郎（和田四郎、和田四良）（かめはら わだしろう）は、江戸時代中期から大正時代にかけて信濃国高井郡高井野村（現在の長野県上高井郡高山村）を本拠地に活動した宮大工。亀原和太四郎一門は四代続き、この地方に約150件の神社仏閣を建造した。長野県文化財指定2件、市町村文化財指定10件。

## 亀原和太四郎一門
- 牧善太夫嘉康(生年不明-1769年）
  - 享保年間（1716-1736）に信濃国高井野上赤和に生まれる。
  - 田幸山元徳寺（彫刻）（長野県須坂市南原）
- 初代亀原和太四郎嘉重（1744年-1818年）
  - 牧善太夫嘉康の子
  - 臥竜山興国寺旧山門（長野県須坂市）（大正3年9月に大風で倒壊）、墨坂神社（長野県須坂市）、雁田水穂神社（長野県小布施町）、久保田家天神社（長野県高山村）他
- 亀原友吉嘉照（生没年不明）
  - 初代和太四郎の弟。
  - 欅原神社本社（長野県小布施町）他
- 二代亀原武平太嘉貞（生年不明-1866年）
  - 初代和太四郎の長男。彫り師。
  - 大島神社（長野県小布施町）他
- 三代亀原和太四郎嘉博（1798年-1870年）
  - 亀原武平太嘉貞の妹の子で嘉貞の養子となり三代目を名乗る。
  - 葛飾北斎と合作した祭屋台（長野県小布施町）、高杜神社本社（長野県高山村）、浄運寺本堂欄間彫刻（長野県須坂市）他
- 亀原和蔵嘉哲（生年不明-1870年）
  - 嘉博の長男
  - 牛窪神社（長野県高山村山田温泉）他
- 四代亀原和太四郎嘉照(1845年-1921年）
  - 嘉博の次男
  - 奥田神社（長野県須坂市）他
- 亀原袈裟治嘉明（1891年-1933年）
  - 嘉照の四男
  - 天神原天満宮（長野県高山村）
  - 上京して日活に入社し、亀原嘉明として映画美術の草分けとなる。

## 参考
- 『高山村誌（歴史編）』（高山村誌刊行会、2005年）
- 『信濃の名工亀原和太四郎』（田子昭治、2011年）